# Регіональний ландшафтний парк «Надсянський»
Надся́нський регіона́льний ландша́фтний парк — регіональний ландшафтний парк в Україні. Об'єкт природно-заповідного фонду Львівської області. Розташований у південно-західній частині Львівської області, в межах Самбірського району, біля кордону з Польщею.

## Особливість
Надсянський регіональний ландшафтний парк створено для того, щоб сформувати однорідний природний комплекс, спрямований на утримання природного гідрологічного режиму річки Сян — притоки Вісли. Парк розташований у гірській місцевості зі сприятливими кліматичними умовами. Середня температура в січні становить −2,3 °C, а в липні +16 °C.
Парк розташований у межах геоморфологічного району Стрийсько-Сянської верховини. Разом із прилеглим польським ландшафтним парком «Долина Сяну» (35635 га) він утворює єдиний природний комплекс. Також обидва ландшафтні парки включені у міжнародний польсько-словацько-український біосферний заповідник «Східні Карпати».

## Ландшафт
Землі ландшафтного парку розташовані на висоті 650—950 м над р. м. Гребені гір дуже розчленовані. Найвищі вершини парку — Сянківська Кичера (870 м), Кичерка (769 м), Вершок (815 м), Сянський (884 м) та Бучок (950 м).
Ландшафт частини парку, розташованої вздовж державного кордону, формують три гірські хребти, які перетинають територію з північного заходу на південний схід: Червоний Верх (найвища вершина — г. Мархітина, 826 м), Сянський (г. Щолб — 874 м), Бучок (г. Бучок — 915 м і безіменна вершина заввишки 951 м, яка розташована на південному сході цього хребта).
Між хребтами Червоний Верх і Сянський є острівні гори — Кам'янець (762 м) і Лосівка (819 м). У ланцюгу острівних гір долини верхнього Сяну найвищою є Сянківська Кичера — 888 м. Хребет Червоний Верх переходить у пасмо Отриту (польська частина резервату). Хребти Бучок і Сянський розташовані на відстані 6 та 10 км від Головного вододільного хребта Східних Бескидів.
Через парк проходить Головний європейський вододіл, який розділяє басейни двох великих європейських рік — Сяну (басейн Балтійського моря) та Дністра (басейн Чорного моря). Витоки Сяну розташовані на південь від села Сянки, а Дністра — біля села Вовче. Територією парку протікають річки Сян, Ріка, Яблунька та багато менших річок і потоків.

## Села і транспортне сполучення з парком
Дирекція регіонального ландшафтного парку розташована в селищі Бориня.
Територія парку охоплює дві цілком різні частини: у віддаленій і недоступній долині річки Сян практично відсутні людські поселення, тоді як інша долина є щільно заселеною. На території ландшафтного парку проживає 9000 осіб у 9 селах. Також тут можна побачити численні пам'ятки культурної та історичної спадщини.
До меж ландшафтного парку входить територія сіл Сянки, Шандровець, Дидьова, Боберка, Дністрик-Дубовий, Верхня Яблунька, Нижня Яблунька, Верхній Турів і Нижній Турів. Окрім того до меж входять і ті села, з яких людей виселили під час операції «очищення прикордонної смуги» — Вижня Тернава, Соколики, Нижня Тернава і Дзвиняч Горішній.
Громадський транспорт: автобусне сполучення — до всіх сіл ландшафтного парку (за винятком Верхнього Турова); залізничне сполучення — станції на лінії Львів—Сянки—Ужгород у Нижній Яблуньці і Сянках, поїзд також зупиняється у Нижньому Турові, Соколиках та Біньовій.

## Флора
Панівним типом рослинності ландшафтного парку «Надсянський» є ліси, які утворюють два високі пояси — букових та ялицево-букових лісів. На південних сонячних схилах трапляються свіжі субучини. На північних мегасхилах збереглися рештки природних ялицевих бучин та букових яличин. Північний мегасхил Бескидів розташований у зоні так званої «дощової тіні», що характеризується високою хмарністю та пониженою сонячною інсоляцією. Внаслідок агрокультурного впливу на місці лісів на значній площі виникли післялісові луки та пасовища — щучники, костричники та інші, які мають вагоме значення для гірського тваринництва.
У «Надсянському» росте понад 750 видів судинних рослин. Із них близько 50 — рідкісні і підлягають охороні. Серед таких — ясен звичайний, в'яз гірський, липа серцелиста, порічки чорні, аґрус відхилений, барбарис звичайний.
Понад 30 видів рослин, що ростуть у парку, занесено до Червоної книги України. Це плаун колючий, баранець звичайний, цибуля ведмежа, шафран Гейфелів, підсніжник звичайний, беладонна звичайна, любка дволиста та широколиста, зозулині сльози яйцеподібні.
Окремі території парку мають еталонне значення для реконструкції вторинних смеречин, відтворення корінних лісів та ведення лісового господарства на природних засадах.

## Фауна
Через значні зміни у структурі природних ландшафтів видовий склад тварин відносно бідний. Із рептилій трапляються саламандра плямиста, гадюка звичайна, вужі водяний та звичайний. До рідкісних видів орнітофауни належать підорлик малий, пугач, лелеки білий та чорний. Із великих ссавців поширені: свиня дика, олень благородний, сарна європейська, бобер. Зрідка трапляються хижі звірі — ведмідь бурий, вовк, куниця лісова, борсук звичайний, кіт лісовий, рись євразійська.
У водах Сяну водяться форель струмкова, харіус, марена звичайна.

## Світлини

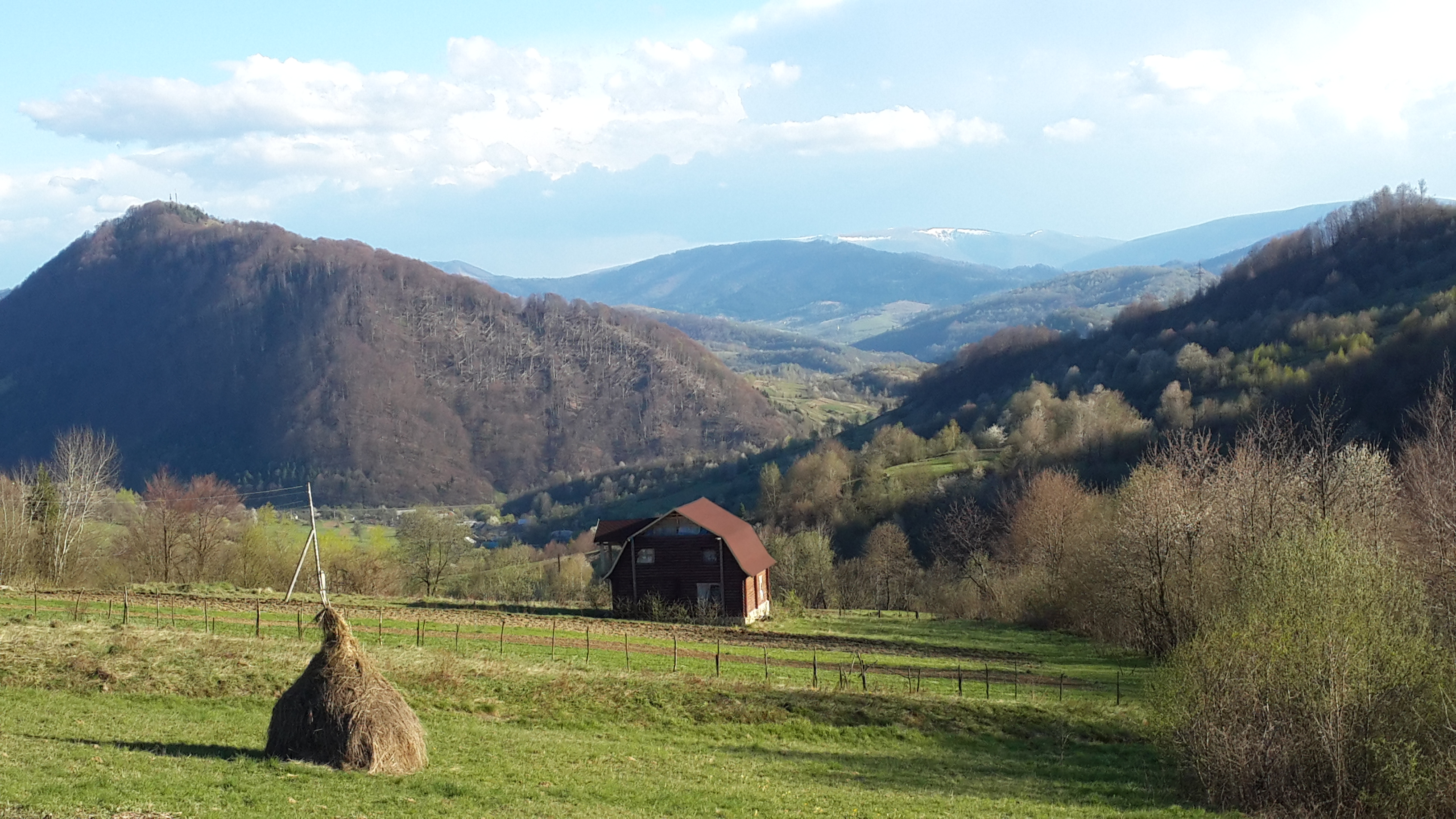
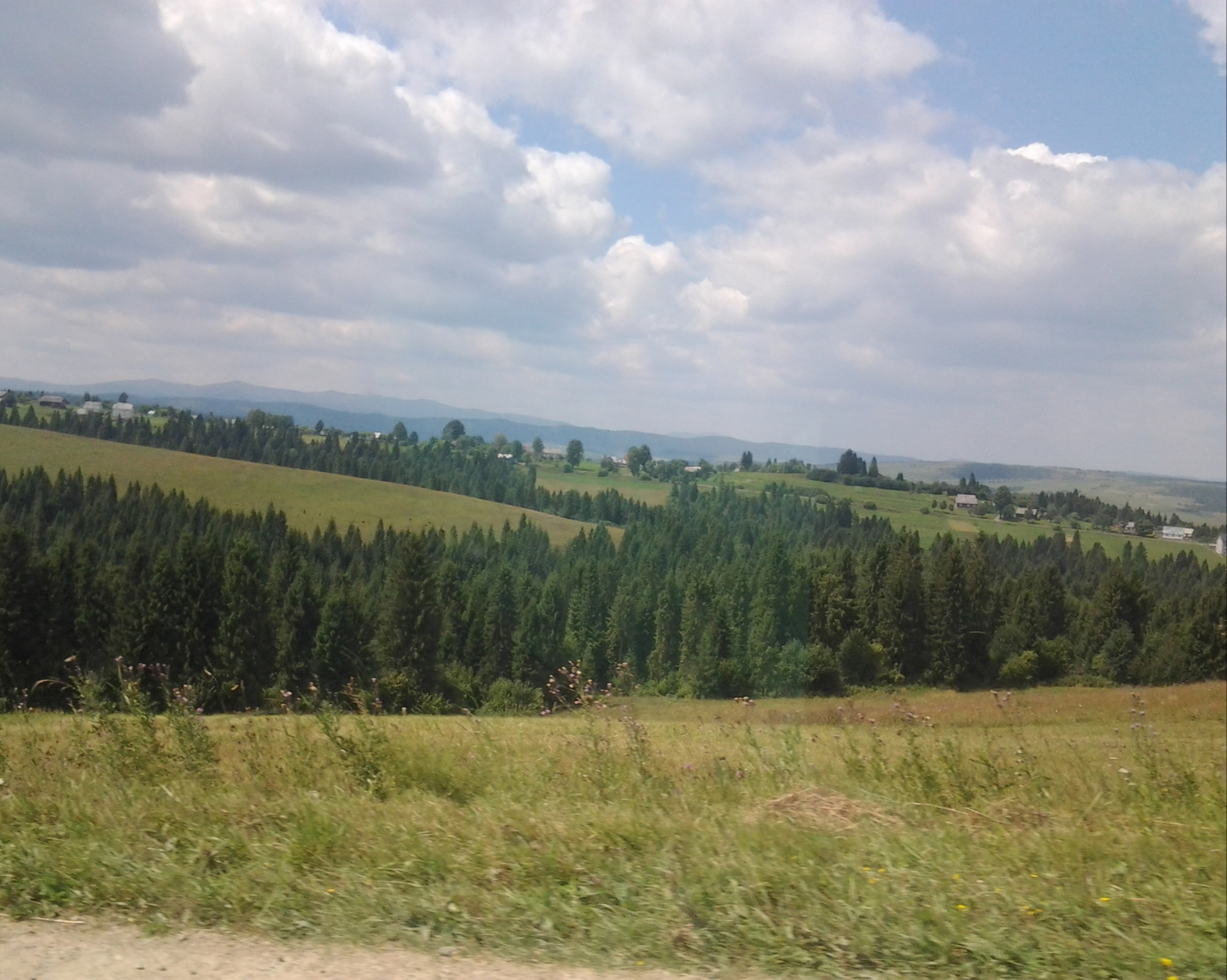